# بابي سار
بابي سار (بالفرنسية: Pape Sarr)‏ من مواليد 7 ديسمبر 1977 ، لاعب كرة قدم سنغالي. لعب ضمن صفوف نادي سانت إتيان ونادي لينس الفرنسيين.
كما لعب ضمن منتخب السنغال لكرة القدم.

## روابط خارجية
- بابي سار على موقع الاتحاد الدولي (مؤرشف)  (الإنجليزية)
- بابي سار على موقع رابطة كرة القدم الفرنسية للمحترفين (الإنجليزية)
- بابي سار على موقع قاعدة بيانات كرة القدم.إي يو (الإنجليزية)
- بابي سار على موقع ناشيونال فوتبول تيمز (الإنجليزية)
- بابي سار على موقع عالم كرة القدم.نت (الإنجليزية)